# タカラテクニカルスクール
タカラテクニカルスクール（Takara Technical School）は、かつて愛知県豊橋市牟呂町にあった自動二輪専門教習所。
2023年7月31日をもって閉校した。

## 概要
愛知県公安委員会認定の自動二輪専門教習所で、普通自動二輪車免許や大型自動二輪車免許が取得できる。豊川市にある自動車教習所のタカラ自動車学校は姉妹校である。

## 特徴
- 自動二輪専用の教習コースは6700m2で、全国的に見ても最大規模を誇る。
- 自動二輪専用教習所であるが、姉妹校に自動車教習所のタカラ自動車学校がある関係上、高齢者講習（普通自動車）も当校で受講可能である。
- 東三河地区で初めてハーレーダビッドソン Sportster XL 883（通称「パパサン」）を導入。

## 沿革
- 1985年（昭和60年）11月15日 - 開校。

## 取扱免許
- 普通自動二輪車免許（AT車・MT車・小型限定）
- 大型自動二輪車免許（AT車・MT車）

## 取扱講習
- 取得時講習
- 高齢者講習
- 初心者講習

## 教習車
大型自動二輪
- ハーレーダビッドソン　Sportster XL 883
- HONDA　CB 750　　NC 750
- カワサキ　ゼファー 750
- SUZUKI　SKYWAVE 650

普通自動二輪
- SUZUKI　SKYWAVE 400 Type S
- HONDA　CB400

小型限定自動二輪
- SUZUKI　アドレス 125
- HONDA　CB125T

## 所在地
- 愛知県豊橋市牟呂町字西明治圦添10番地1

## アクセス
- JR東海・名鉄豊橋駅下車、バス乗り換え

豊鉄バス市民病院線　豊橋市民病院バス停下車、徒歩15分

## スクールバス
豊橋市民病院 - タカラテクニカルスクール間を予約で運行。